# Berbezit

Berbezit este o comună în departamentul Haute-Loire, Franța. În 2009 avea o populație de 59 de locuitori.